# Sematophyllum panduriforme
Sematophyllum panduriforme là một loài rêu trong họ Sematophyllaceae. Loài này được C.H. Wright mô tả khoa học đầu tiên năm 1894.